# Tell Me Your Secrets
Tell Me Your Secrets est une série télévisée dramatique américaine créée par Harriet Warner et mise en ligne le 19 février 2021 sur Prime Video, incluant les pays francophones.

En France, la série a été diffusée à la télévision du 25 avril 2021 au 23 mai 2021 sur 13ème rue,.

## Distribution

### Acteurs principaux
- Lily Rabe (VF : Anne Dolan) : Emma Hall / Karen Miller
- Amy Brenneman (VF : Véronique Augereau) : Mary Barlow
- Hamish Linklater (VF : Frédéric Popovic) : John Tyler
- Enrique Murciano (VF : Benjamin Pascal) : Peter Guillory

### Acteurs récurrents
- Chiara Aurelia (VF : Maryne Bertieaux) : Rose Lord
- Ashley Madekwe (VF : Marie Tirmont) : Lisa Guillory
- Bryant Tardy : Jay Abellard
- Elliot Fletcher (VF : Aurélien Raynal) : Jake Barlow
- Xavier Samuel (VF : Stanislas Forlani) : Kit Parker
- Stella Baker (en) : Theresa Barlow
- Marque Richardson (en) (VF : Diouc Koma) : Tom Johnston
- Katherine Willis (en) (VF : Christèle Billault) : Diana Lord
- Richard Thomas (VF : Bernard Bollet) : Bodie Lord
- Emyri Crutchfield (VF : Aurélie Konaté) : Jess Cairns
- Charles Esten : Saul Barlow
- Chase Stokes (VF : Donald Reignoux) : Adam

 Source et légende : version française (VF) sur RS Doublage et cartons du doublage français.

## Production
Le projet a débuté en juillet 2017, et la série a été commandé en février 2018 par la chaîne TNT.
En juin 2020, TNT abandonne la série, déjà tournée et laissée sur les tablettes. La série est récupérée en octobre par Amazon Prime Video.

## Épisodes
1. J'avais un amour (Once I Had Love)
2. Brûle-moi quand je serai mort (Burn Me When I'm Gone)
3. Quelqu’un de pire que moi (Someone Worse Than Me)
4. Je ne vous connais pas (I Don't Know You)
5. Je suis arrivée là toute seule (I Got Here by Myself)
6. Quelqu'un de bien (I'm a Good Person)
7. Telle que je suis (Now You See Me)
8. Sois mienne (Be Mine)
9. Je te tiens (Gotcha)
10. D'entre les morts (The Dead Come Back)